# Dirk Lehr
Dirk Lehr (* 1969 in Heidelberg) ist ein deutscher Rechtsanwalt und Autor von Sachbüchern.

## Leben
Lehr studierte an der Ruprecht-Karls-Universität Heidelberg Rechtswissenschaften. Nach dem 1. Staatsexamen zog er nach Düsseldorf, um dort sein Referendariat anzutreten. Im Jahr 1997 verbrachte er ein Auslandssemester in Mailand und legte danach in Düsseldorf das 2. Staatsexamen ab. Seit 1998 ist er als selbstständiger Rechtsanwalt tätig. Lehr lebt und arbeitet in Berlin.

### Autor
Lehr ist Autor mehrerer juristischer Fach- und Sachbücher zu den Themen gewerblicher Rechtsschutz und Urheberrecht, Existenzgründung und Beratung, Multimedia, Wettbewerbsrecht und Copyright, sowie zu den Themen Schenkung, Vererbung, Kauf und Verkauf von Kunst. Von 2001 bis 2005 war er als Autor für die Financial Times Deutschland tätig (Ressorts Recht und Steuern sowie Kunstmarkt). Er ist Mitautor der Biografie Hermann Krages – ein Börsianer gegen die Deutschland AG, die 2007 im Orell Füssli Verlag erschien, und verfasste Beiträge für die Monografien Dizzyland – 20 Years in Germany (2015, Kerber Verlag) und Archipelago of The Mind (2021, Kerber Verlag), die dem britischen Künstler Christopher Winter gewidmet sind sowie Beiträge für Ausstellungskataloge.

### Kunst
Lehr sammelt seit seinem 18. Lebensjahr Kunst. Die Kunstsammler-Plattform Independent Collectors widmete ihm mehrere Porträts. Lehr stellte als Leihgeber mehrfach Museen und Institutionen Werke aus seiner Sammlung zur Verfügung, wie beispielsweise dem Museum Schloss Moyland, dem Kunstmuseum Mülheim an der Ruhr, der Stadtgalerie Saarbrücken, den Deichtorhallen Hamburg und dem Bucerius Kunstforum. Lehr ist Mitherausgeber von Künstlermonografien sowie Ausstellungskatalogen.

## Veröffentlichungen
- Leitfaden zum gewerblichen Rechtsschutz und Urheberrecht. Mit Rolf Göckmann. Luchterhand Literaturverlag, 1999, ISBN 3-472-03885-3.
- Die Wahl der richtigen Gesellschaftsform für Existenzgründer und Berater. Mit Sönke Höft. Luchterhand Literaturverlag, 2000, ISBN 3-472-04314-8.
- Gewerblicher Rechtsschutz, Urheberrecht und Multimedia. Luchterhand Literaturverlag, 2003, ISBN 3-472-05357-7.
- Wettbewerbsrecht. C. F. Müller Verlag,  2001, 2004 und 2007, ISBN 978-3-8114-3903-0.
- Hermann Krages – ein Börsianer gegen die Deutschland AG. Orell Füssli Verlag, Zürich 2007, ISBN 978-3-280-06092-6.
- Copy Right. Salon Verlag & Edition, 2018, ISBN 978-3-89770-531-9.
- Kunst – Schenken Vererben Erben. Salon Verlag & Edition, 2020, ISBN 978-3-89770-546-3.
- Die 10 Gebote für erfolgreiche Künstlerinnen und Künstler. Salon Verlag & Edition, 2023, ISBN 978-3-89770-565-4.
- Die 10 Gebote für den Kunstkauf. Salon Verlag & Edition, 2023, ISBN 978-3-89770-566-1.
- Die 10 Gebote für den Kunstverkauf. Salon Verlag & Edition, 2023, ISBN 978-3-89770-579-1.
- Gemeinfreiheit. Komplizin von Cancel Culture und Bilderstürmen? Salon Verlag & Edition, 2025, ISBN 978-3-89770-635-4.